# Ted Ligety
Ted Ligety, né le 31 août 1984 à Salt Lake City dans l'Utah, est un skieur alpin américain qui se distingue particulièrement en slalom géant. Champion olympique de combiné en 2006 puis de géant en 2014, il a également remporté cinq Coupes du monde de géant entre 2008 et 2014 et cinq titres de champion du monde entre 2011 et 2015. Il est le seul skieur de l'histoire à avoir conservé le titre mondial en géant sur trois éditions, et le skieur américain le plus titré de l'histoire des Jeux olympiques et des mondiaux. Il est aussi le premier skieur depuis Jean-Claude Killy en 1968 à remporter trois épreuves différentes dans une même compétition mondiale, en l’occurrence lors des championnats du monde 2013. Son meilleur résultat au classement général de la Coupe du monde est une troisième place en 2013, derrière Marcel Hirscher et Aksel Lund Svindal.
La carrière sportive de Ted Ligety débute en 2000. Médaillé d'argent en slalom aux Championnats du monde junior en 2004, il s'est affirmé comme l'un des meilleurs géantistes de tous les temps. En  Coupe du monde, il a gagné cinq petits globes de cristal de slalom géant (2008, 2010, 2011, 2013 et 2014) en comptant vingt-quatre victoires dans cette discipline entre 2006 et 2016. Il totalise par ailleurs 52 podiums. Il met fin à sa carrière sportive avant le slalom géant des championnats du monde de ski alpin 2021, après 336 départs en Coupe du monde, 24 aux Mondiaux, et 14 aux J.O. 

## Biographie
Né à Salt Lake City, Ted Ligety a grandi dans la station de ski de Park City dans les montagnes de l'Utah. Intégré très jeune dans la "Winter sports school", une école préparatoire réputée pour jeunes skieurs doués. Il y fait ses premières gammes et obtient son diplôme en 2002. Cette même année, il est ouvreur lors du slalom des Jeux olympiques d'hiver de 2002 de Salt Lake City. Déjà repéré du temps de son apprentissage dans l'Utah dans des courses FIS ou Nor-Am par les entraîneurs américains, le jeune Ligety est rapidement intégré dans l'U.S Skiing developpment team qui entraîne les meilleurs juniors américains. Ligety fait partie des meilleurs juniors de l'équipe et dispute sa première épreuve de coupe du monde au début de la saison 2003-2004 en géant à Park City. Lors de cette saison, il dispute quatre autres coupes du monde dont le slalom de Kranjska Gora dans lequel il se qualifie en seconde manche et termine 23e. Il dispute par la suite les Championnats du monde junior à Maribor dans lesquels il obtient une médaille d'argent en slalom. Intégré dans l'U.S Ski Team pour la saison 2004-2005, Ted Ligety dispute tous les slaloms de la saison en coupe du monde. Très vite repéré pour sa qualité de carving et son style spectaculaire mais très efficace, le jeune américain apprend vite et se qualifie régulièrement en seconde manche et tourne même plusieurs fois autour du top 10 (15e à Beaver Creek et Chamonix, 12e à Kitzbühel) qu'il parviendra à atteindre en terminant 10e du slalom de Kranjska Gora

### Saison 2005-2006: champion olympique du combiné
Engagé dans trois disciplines (géant, slalom et super combiné) dès sa seconde saison chez les professionnels, Ted Ligety réalise une excellente première partie de saison marquée par plusieurs performances de choix en géant (8e à Sölden, 13e à Adelboden), en super combiné (10e à Val d'Isère et à Chamonix) mais surtout en slalom où il parvient à donner la pleine mesure de son talent lui permettant de signer dès le premier slalom de la saison à Beaver Creek son premier podium derrière Giorgio Rocca et Stéphane Tissot. Très régulier entre les piquets serrés il ne quittera pas le top 6 jusqu'à Schladming ajoutant 2 autres podiums à Kranjska Gora (3e derrière Giorgio Rocca et Thomas Grandi) et Adelboden (2e encore derrière l'intouchable Giorgio Rocca). Ces résultats lui permettent d'aborder les Jeux olympiques d'hiver de 2006 à Turin en pleine confiance. Engagé dans trois épreuves, Ligety débute par le combiné où plutôt bien placé (27e) à l'issue de la descente pour un slalomeur pur, il réalise une manche parfaite et profite des erreurs des principaux favoris pour devenir à 21 ans champion olympique à la surprise générale devant Ivica Kostelić et Rainer Schoenfelder,. Marqué par cette victoire inattendue Ligety ne termine pas le géant ni le slalom dont il faisait pourtant partie des outsiders. Par la suite, Ligety sur un nuage remporte une semaine plus tard sa première victoire en coupe du monde lors du deuxième géant disputé en Corée devançant de 3 centièmes Fredrik Nyberg et Kalle Palander. Il conclut sa saison par des performances notables en slalom (5e et 10e à Shigakogen) et en géant (7e des finales à Åre). Il finit pour sa deuxième saison au 4e rang du classement du slalom, 12e du classement du géant et 9e au classement général accompagné de deux autres Américains dans le top 10 (Bode Miller 3e et Daron Rahlves 4e). Une première.

### Saison 2006-2007: un hiver décevant
Très attendu après la saison précédente et souhaitant disputer toutes les disciplines, Ligety, bien que toujours régulier au plus haut niveau, ne gagne pas et ne réalise que deux podiums en début de saison (3e au géant de Beaver Creek et 2e au slalom d'Alta Badia). Disputant beaucoup d'épreuves du calendrier, le jeune skieur de Park City démontre une polyvalence intéressante et s'il perd en régularité en slalom (4 abandons et seulement 2 top 10), Ligety enchaine les places d'honneur en combiné (10e à Beaver Creek et Wengen et 4e à Reiteralm) et en géant (7e à Alta Badia et 10e à Hinterstoder). Engagé sur quatre disciplines lors des championnats du monde de ski alpin 2007 à Åre, il termine d'abord 31e du super G, ne parvient pas à finir le super combiné et le slalom et échoue 4e du géant à seulement 7 centièmes du podium. Bien que marqué par cet échec et sa saison qu'il juge décevante, Ligety finit plutôt bien la saison par deux top 10 en géant (4e à Kranjska Gora et 10e à Lenzerheide) mais surtout une étonnante 4e place en descente lors des finales à Lenzerheide. Ligety finit la saison au 11e rang du classement général.

### Saison 2007-2008: premier globe de cristal en slalom géant
Ligety, sur le podium dès le premier géant de la saison à Sölden, va enquiller les performances de premier ordre sur toute la saison. Présent en combiné (8e à Beaver Creek, 5e à Wengen), redevenu plus régulier en slalom où il enchaine 2 podiums à Alta Badia (3e derrière Jean-Baptiste Grange et Felix Neureuther) et à Wengen (3e encore derrière Grange et Jens Byggmark) et 4 autres top 10 lui permettant de finir au 9e rang de la discipline à l'issue de la saison. C'est surtout en géant que Ligety s'exprime le mieux. En effet, sur le top 5 de 7 geants sur 8, il réalise une grande saison sur cette discipline signant 4 podiums dont 2 victoires à Kranjska Gora devant les Italiens Manfred Moelgg et Massimiliano Blardone et à Bormio devant Benjamin Raich et Cyprien Richard. Il remporte son premier globe de cristal en géant devant Raich et Moelgg. En outre, sa polyvalence et sa régularité lui permettent de finir au 5e rang du classement général dominé par son compatriote Bode Miller.
En 2007, il crée sa propre marque de lunettes de ski, Shred, qu'il met et essaie en Coupe du monde. En 2008, il sort le modèle de casque dit BrainBucket (casier à cerveau).

### Saison 2008-2009: premier podium mondial
Avec pour objectifs de défendre son globe de géant et de devenir enfin champion du monde, Ligety commence bien sa saison par 2 podiums en géant à Sölden (3e derrière Daniel Albrecht et Didier Cuche) et Beaver Creek (2e derrière Benjamin Raich). La suite de sa saison est plus décevante. Si Ligety garde la tête hors de l'eau en géant (12e à Val d'Isère, 4e à Alta Badia, 9e à Adelboden) dont il occupe la 2e place à mi-saison, il a baissé de niveau sur les autres disciplines. En slalom, il alterne le correct (9e à Schladming, 12e à Wengen et Alta Badia) et le moins bon et en super combiné il déçoit. Il n'aborde pas les championnats du monde de ski alpin 2009 à Val d'Isère dans les meilleures conditions psychologiques, d'autant qu'il reste sur une contre-performance sur la redoutable face de Bellevarde. Il fait cependant office de favori du géant. Éliminé rapidement du super G et du super-combiné, Ligety parvient en géant sur une piste qu'il n'apprécie guère à remporter la médaille de bronze loin du vainqueur Carlo Janka grâce au meilleur temps de la seconde manche lui permettant de remonter 4 places. Partagé entre déception et satisfaction de ne pas repartir bredouille, il ne parviendra pas à finir le slalom. La fin de saison de l'Américain bien que remarquable durant laquelle il signe la 4e victoire de sa carrière en géant à Kranjska Gora devant Didier Cuche et Massimiliano Blardone et une 2e place lors des finales d'Åre sera aussi gâchée par une sortie de piste à Sestrières qui lui fait perdre tout espoir de remporter un 2e globe de géant. Il finit même 3e du classement du géant derrière Didier Cuche et Benjamin Raich. 9e du général, il promet de revenir beaucoup plus fort pour la saison suivante.

### Saison 2009-2010: nouveau globe et déception à Vancouver
Ted Ligety en cette année olympique réalise un très bon début de saison qui le voit performer en géant comme il en a l'habitude (2e à Sölden derrière Didier Cuche, 4e à Beaver Creek, 10e à Val d'Isère, 7e à Alta Badia) mais aussi paradoxalement en super G (8e à Beaver Creek et 2e à Val d'Isère). Mis à part une 8e place à Wengen les performances en slalom ne sont pas à la hauteur. En fait les progrès en géant de Ligety semblent avoir pesé sur ses qualités de slalomeur qui étaient pourtant exceptionnelles au début de sa carrière. À la fin janvier 2010, Ligety remporte la 5e victoire de sa carrière lors du 1er géant organisé à Kranjska Gora devant Marcel Hirscher et Kjetil Jansrud. le lendemain, sur le 2e géant organisé dans la station slovène Ligety prend la 3e place derrière Hirscher et Jansrud. Performances remarquables qui lui font aborder en position de force le géant des Jeux olympiques d'hiver de 2010 à Vancouver. 19e du super G et bon 5e du super combiné, Ligety déçoit en géant en ne terminant que 9e du géant olympique de Whistler. À cette déception s'ajoute une sortie de piste sur le slalom. Ligety finit sa saison par un 4e podium avec une 3e place lors du géant des finales sur la piste des futurs mondiaux à Garmisch-Partenkirchen qui lui permet de remporter son 2e globe de cristal du géant. Il finit 7e du classement général

### Saison 2010-2011: champion du monde

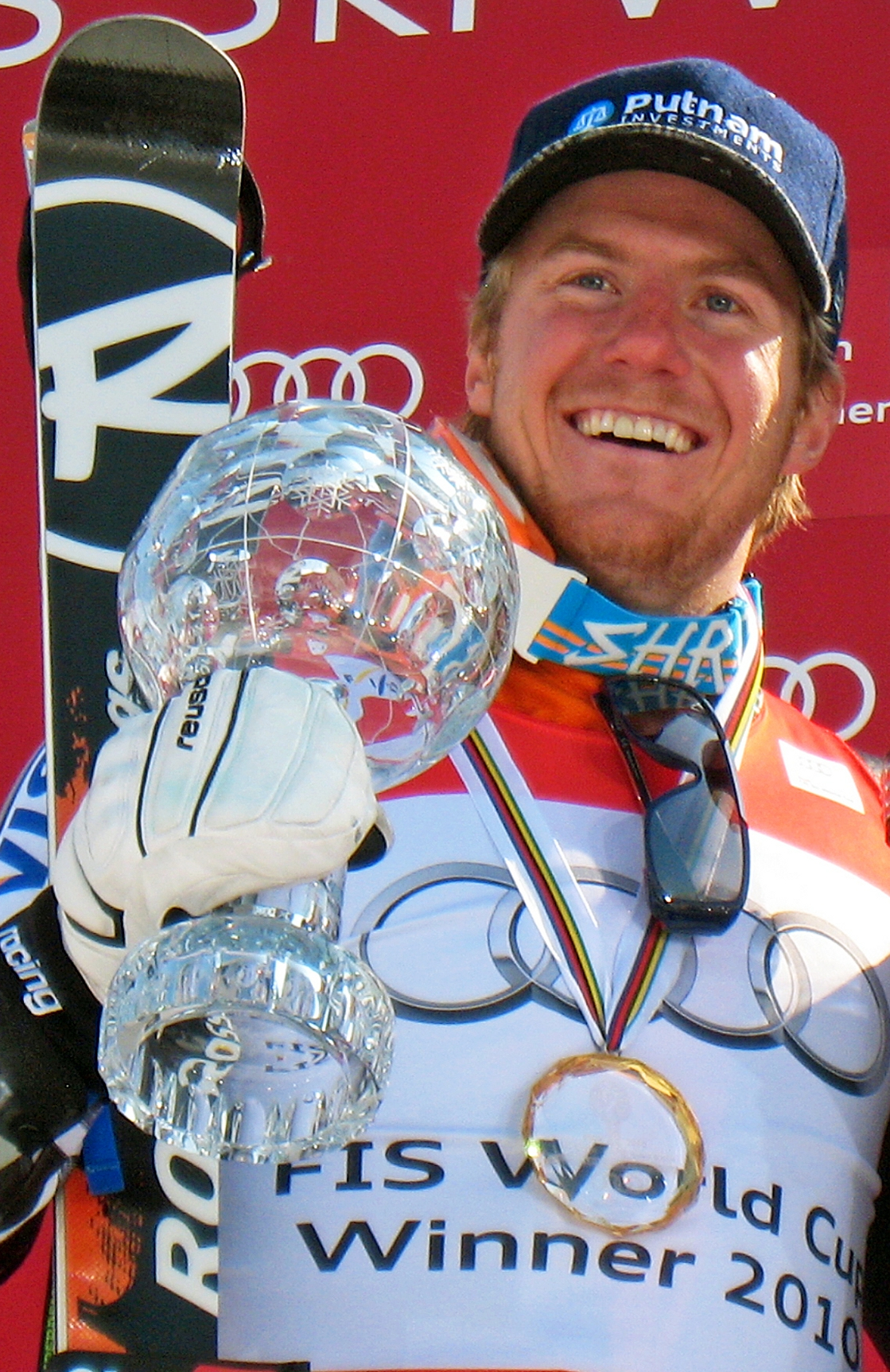
Ted Ligety en 2010

Le début de saison de Ligety est remarquable puisqu'il remporte les 3 premiers géant de la saison à Beaver Creek, Val d'Isère et Alta Badia. En dehors de la domination en géant Ligety réalise peu de performances notables dans les autres disciplines (6e au slalom de Zagreb et 9e au super combiné de Wengen). Il aborde les championnats du monde de ski alpin 2011 de Garmisch-Partenkirchen fragilisé par 2 résultats décevants sur les géants d'Adelboden et d'Hinterstoder ce qui ne l’empêche pas de faire figure d'archi-favori avant le géant. Ligety ne parvient pas à finir le super G et le super combiné ou il était engagé. Le jour du géant, malgré la 3e place de la première manche, Ligety réalise la meilleure manche des favoris et résiste au retour de Cyprien Richard qui lui permet après les échecs de Shoerghofer et Svindal de remporter son premier titre mondial. En fin de saison Ligety signe un nouveau podium  lors du géant de Kranjska Gora (3e) et profite de l'annulation du géant des finales de Lenzerheide pour remporter sans courir le 3e globe de cristal de sa carrière devant Aksel Lund Svindal et Cyprien Richard. Il termine aussi 9e du classement général.

### Saison 2011-2012:4eglobede cristal en géant
Cette saison vierge de tout grand championnat sera pour Ligety marquée par la naissance d'une grande rivalité en géant avec le jeune skieur autrichien Marcel Hirscher. Ligety commence la saison idéalement lors du géant d'ouverture à Sölden en résistant au retour du jeune Alexis Pinturault et signant sa 9e victoire. Lors des 2 géants suivants se disputant aux États-Unis à Beaver Creek il est d'abord dominé sur le premier géant par Marcel Hirscher mais prend sa revanche le lendemain en remportant sa 10e victoire devant le jeune autrichien. La suite de la saison en géant voit Ligety bien que toujours régulier dans les 5 (4e à Alta Badia et Adelboden) marquer un peu le pas par rapport au jeune autrichien qui réalise des prouesses et se rapproche dangereusement de lui à l'issue de sa victoire à Adelboden. Lors du géant suivant disputé à Bansko en Bulgarie, Ligety part à la faute mis sous pression par Marcel Hirscher en 2e manche et recule au 27e rang qui permet à l'autrichien de passer devant au classement du géant. Avance accentuée après le géant de Crans Montana qui voit Ligety prendre la 9e place loin derrière son jeune rival autrichien. Deux semaines plus tard Ligety remporte sa 11e victoire en géant sur sa piste fétiche de Kranjska Gora (6 podiums dont 4 victoires en 9 géants disputés dans la station slovène depuis le début de sa carrière) devant Alexis Pinturault et Marcel Hirscher. Victoire qui lui permet d’espérer encore à l’orée du dernier géant de la saison accrocher son 4e globe de cristal du géant, ce malgré l'avance conséquente d'Hirscher. Espoir qui prend fin rapidement sur les pentes de la Planaï sur une faute d'intérieur. Ligety prendra le départ en seconde manche loin de la course à la victoire et marquera les esprits en s’équipant des nouveaux skis qui seront imposés la saison suivante et ou bien que désavantagé par un rayon de courbe plus grand en réalisant une grosse seconde mettant à prés d'une seconde la plupart des concurrents. Il assistera au bas de la piste à la victoire de Marcel Hirscher qui en profitera même pour remporter le classement général que Ligety grâce à un bon niveau retrouvé en slalom (plusieurs top 10) et de bonnes performances dans les épreuves combinées finira au 9e rang

### Saison 2012-2013: un exploit historique à Schladming
Le début de la saison est marqué par l'archi domination en géant de Ted Ligety,. En effet, il s'est adapté bien plus vite que les autres skieurs au nouveau matériel, qui, de plus met parfaitement en avant ses qualités physiques et techniques. Il remporte la 12e victoire de sa carrière lors du géant d'ouverture de Sölden en devançant de deux secondes 75 centièmes l'italien Manfred Moelgg. Cet écart avec son poursuivant est le plus important réalisé depuis le slalom de Kitzbühel en 1982.
Victoire confirmée dès le géant suivant à Beaver Creek le 2 décembre, avec cette fois ci une seconde 76 centièmes d'avance sur Marcel Hirscher. À l'issue de ce géant Ligety explique les écarts par son entrainement physique, signifiant qu'il à rapidement acquis la technique pour bien maitriser ces nouveaux skis lui laissant plus de marge à l'intersaison pour axer son travail sur la préparation physique.
La question qui se pose selon laquelle Ligety pourrait remporter tous les géants est balayée dès la semaine suivante à Val d'Isère ou le tracé plus court gène Ligety et convient à merveille à son jeune rival autrichien Marcel Hirscher qui remporte le géant. Ted limite les dégâts en terminant 3e mais voit l'Autrichien se rapprocher à 20 points. La semaine suivante lors du géant d'Alta Badia le 16 décembre, Ligety remporte sa 14e victoire en géant dans une course marquée par l'écart que l'américain met en première manche à ses suivants, reléguant Marcel Hirscher à deux secondes 40 centièmes. Malgré ces 
trois, victoires, Ligety ne devance Hirscher que de 40 points au classement de la spécialité.
Sur les autres disciplines, Ligety skie à un excellent niveau. En effet, régulier dans les 15 premiers en slalom, et surtout en super G (4e à Lake Louise et Beaver Creek), et grâce à ses victoires en géant il semble pouvoir jouer sa carte au général. Lors du super-combiné de Wengen, il se place comme le meilleur slalomeur après la descente mais chute à trois porte de l'arrivée alors que le deuxième place (derrière Alexis Pinturault) lui semblait acquise.  Il occupe néanmoins la 3e place après les épreuves de Wengen.
Il aborde les Championnats du monde de Schladming en position de grand favori du géant et d'outsider crédible en combiné et super G. Le 6 février, lors du super G très technique, justement, il crée la sensation en remportant le titre mondial de façon très aboutie devant le français Gauthier de Tessieres à 20 centièmes de seconde et le grand favori au départ de la course, le Norvégien Aksel Lund Svindal à 22 centièmes. Le 11 février il devient champion du monde du super-combiné. Après une belle 6e place dans la manche de descente il réalise le 2e temps du slalom pour s'imposer avec 1 seconde 15 centièmes d'avance sur Ivica Kostelić et 1 seconde 20 centièmes sur Romed Baumann. Le 15 février, Ted Ligety replace les États-Unis en tête du tableau des médailles en remportant son troisième titre mondial à Schladming et en devenant le premier skieur depuis Rudolf Nierlich en 1989 et 1991 à conserver un titre du slalom géant. Il creuse de gros écarts sur la Planai verglacée dès la première manche, puis s'impose finalement avec 81 centièmes de seconde sur l'Autrichien Marcel Hirscher et 1 seconde et 75 centièmes sur l'Italien Manfred Moelgg. Il faut remonter à Jean-Claude Killy en 1968 (championnats du monde couplés avec les Jeux olympiques de Grenoble) pour trouver un skieur vainqueur de trois épreuves dans un même évènement planétaire de ski alpin. Par ailleurs, aucun skieur homme et femmes confondus n'avait jamais encore remporté le super G, le combiné et le géant dans des Championnats du monde ou des Jeux olympiques. Avec sa victoire au slalom géant des Finales de Lenzerheide, il confirme sa troisième place au classement général de la Coupe du monde, son meilleur en carrière.

### Saison 2013-2014: enfin champion olympique du géant

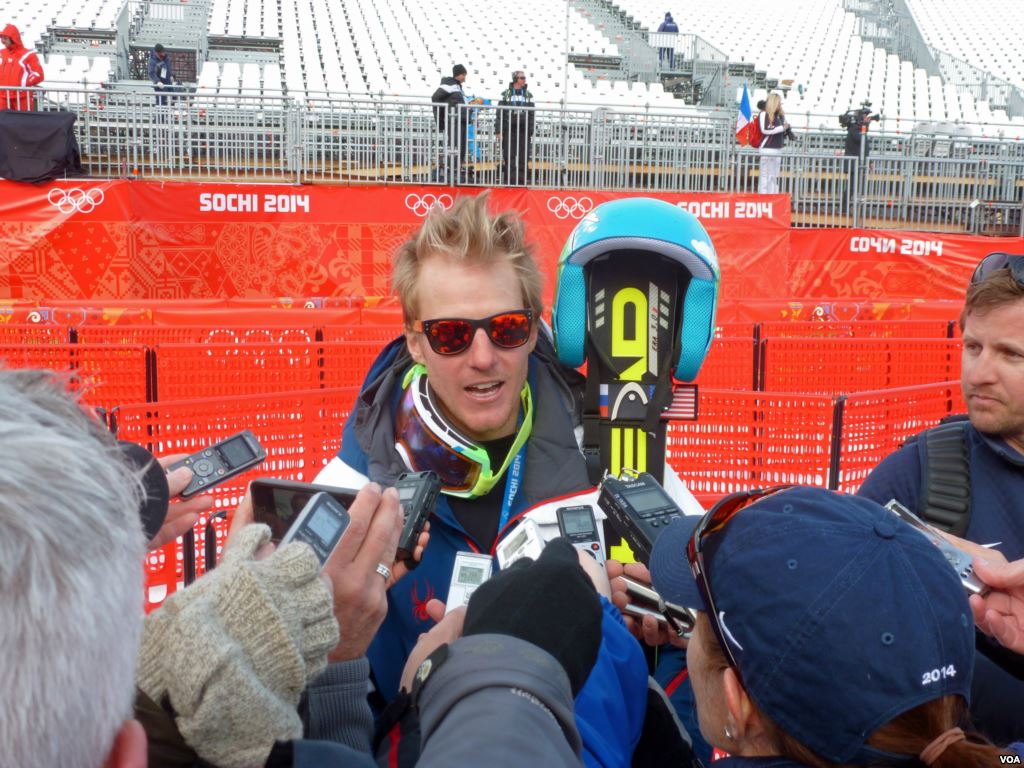
Ted Ligety interviewé lors des Jeux olympiques de Sotchi en février 2014

La saison de Coupe du monde démarre une nouvelle fois par une victoire au slalom géant de Sölden, ce qui fait de lui le premier à le faire trois années consécutivement. Ted enchaîne par une 4e victoire au slalom géant de Beaver Creek. Le 17 janvier 2014, à Wengen, le skieur s'impose pour la première fois sur un super combiné en Coupe du monde avec une avance de 22 centièmes sur Alexis Pinturault. Lors des Jeux olympiques de Sotchi, il devient le premier américain champion olympique en slalom géant et double champion olympique en ski alpin après son titre du combiné en 2006.

### Saison 2015-2016: un hiver écourté
La saison de Coupe du monde de Ted Ligety commence par une victoire dans le géant d'ouverture de Sölden. Gêné au dos au cours de sa saison, celle-ci s'arrête le 27 janvier lors d'un entraînement en slalom géant à Oberjoch, en Allemagne. où une mauvaise chute entraîne pour lui une rupture des ligaments croisés du genou droit. il s'avérera par la suite que sa victoire à Sölden, la 25e de sa carrière, aura été sa dernière en Coupe du monde.

### Saison 2020-2021: fin de carrière
Ligety prévoit initialement de mettre fin à sa carrière sportive après le slalom géant des championnats du monde de ski alpin 2021. Cependant, blessé au dos, il est contraint de renoncer à y participer 6 jours avant et arrête ainsi sa carrière. Ses dernières courses ont été les deux slaloms géants d'Adelboden les 8 et 9 janvier 2021 où il ne s'est pas qualifié pour les deuxièmes manches.

## Style et caractéristiques
Ted Ligety est surnommé « Shred » (Le déchiqueteur) sur le circuit. En slalom géant, il se distingue par sa maîtrise et sa forte utilisation de la technique du carving, ce qui lui permet d'attaquer les virages en utilisant le maximum d'angulation possible. Cette technique lui permet d'optimiser sa vitesse de course. L'allongement et l'élargissement des skis décidé en 2011 par la Fédération internationale de ski, point de règlement auquel il s'était opposé, aurait favorisé sa technique et lui a permis de creuser les écarts sur ses concurrents.

## En dehors de la compétition
Ted Ligety crée en 2006, dans le but de préparer sa reconversion, la marque Shred Optics, une entreprise qui fournit initialement des lunettes de ski destinées aux sportifs de haut niveau. Il y est associé à Carlo Salmini, qui est le concepteur des produits de cette marque. L'entreprise s'étend par la suite en visant l'ensemble de l'équipement des skieurs.

## Palmarès

### Jeux olympiques d'hiver
Ligety a remporté une médaille lors des Jeux olympiques d'hiver en deux participations en 2006 et 2010. Lors de ses premiers Jeux olympiques en 2006, sa polyvalence lui permet de remporter le titre olympique en combiné devant Ivica Kostelić et Rainer Schönfelder, et devient le premier Américain à remporter ce titre. Il n'est pas loin de conserver ce titre en 2010 mais ne finit que cinquième. 
Le 19 février 2014, il remporte la médaille d'or du slalom géant aux JO de Sochi, devant les français Missillier et Pinturault.
| Épreuve / Édition   | Descente | Super G | Slalom géant | Slalom      | Combiné |
| JO 2006 Turin       | —        | —       | Abandon      | Disqualifié | Or      |
| JO 2010 Vancouver   | —        | 19e     | 9e           | Abandon     | 5e      |
| JO 2014 Sotchi      | —        | 14e     | Or           | Abandon     | 12e     |
| JO 2018 Pyeongchang | —        | Abandon | 15e          | -           | 5e      |

Légende :-
- : première place, médaille d'or
- — : Ted Ligety n'a pas participé à cette épreuve

### Championnats du monde
Ted Ligety a remporté sept médailles lors des Championnats du monde dont cinq titres. Il gagne notamment deux médailles en slalom géant avec une médaille de bronze en 2009 à Val d'Isère derrière Carlo Janka et Benjamin Raich puis le titre mondial en 2011 devant Cyprien Richard et Philipp Schörghofer. Il devient triple champion du monde à Schladming en super G, combiné et en géant.
| Épreuve / Édition                 | Descente | Super G | Slalom géant | Slalom  | Combiné     |
| Mondiaux 2005 Bormio              | —        | —       | —            | Abandon | 12e         |
| Mondiaux 2007 Åre                 | —        | 31e     | 4e           | Abandon | Abandon     |
| Mondiaux 2009 Val d'Isère         | —        | Abandon | Bronze       | Abandon | Disqualifié |
| Mondiaux 2011 Garmisch            | —        | Abandon | Or           | 19e     | Abandon     |
| Mondiaux 2013 Schladming          | —        | Or      | Or           | Abandon | Or          |
| Mondiaux 2015 Vail - Beaver Creek | —        | 9e      | Or           | —       | —           |
| Mondiaux 2019 Åre                 | —        | —       | 11e          | —       | DNS2        |

Légende :
- : première place, médaille d'or
- : troisième place, médaille de bronze
- — : Ted Ligety n'a pas participé à cette épreuve
- DNS2 : après la première manche, Ted Ligety n'a pas pris le départ de la seconde

### Coupe du monde
- Meilleur classement général : 3e en 2013.
- 6 petits globes de cristal :
  - Vainqueur du classement du slalom géant en 2008, 2010, 2011, 2013 et 2014, vainqueur du classement du super-combiné en 2014.
- 52 podiums en carrière (41 en slalom géant, 6 en slalom, 2 en super combiné, 2 en super G, 1 en descente) dont 25 victoires[30].

#### Classements en Coupe du monde
Ligety compte plus de 320 départs en Coupe du monde depuis la saison 2004. Il marque ses premiers points lors de cette saison lors d'un slalom à Kranjska Gora. Il compte aujourd'hui 52 podiums dont 25 victoires. Ayant remporté 24 de ses 25 victoires en slalom géant, il obtient logiquement ses meilleurs classements dans cette discipline, remportant cinq petits globes de cristal en 2008, 2010, 2011, 2013 et 2014 (seul Ingemar Stenmark a fait mieux).
| Année/Classement | Année/Classement | Général | Général | Descente | Descente | Slalom | Slalom | Slalom géant | Slalom géant | Super G | Super G | Combiné | Combiné |
| ---------------- | ---------------- | ------- | ------- | -------- | -------- | ------ | ------ | ------------ | ------------ | ------- | ------- | ------- | ------- |
| Année/Classement | Année/Classement | Class.  | Points  | Class.   | Points   | Class. | Points | Class.       | Points       | Class.  | Points  | Class.  | Points  |
| 2004             | 2004             | 132e    | 8       | -        | -        | 54e    | 8      | -            | -            | -       | -       | -       | -       |
| 2005             | 2005             | 62e     | 89      | -        | -        | 24e    | 89     | -            | -            | -       | -       | -       | -       |
| 2006             | 2006             | 9e      | 636     | -        | -        | 4e     | 396    | 12e          | 188          | -       | -       | 13e     | 52      |
| 2007             | 2007             | 11e     | 534     | 35e      | 50       | 15e    | 170    | 8e           | 212          | -       | -       | 11e     | 102     |
| 2008             | 2008             | 5e      | 898     | -        | -        | 9e     | 274    | 1er          | 485          | 40e     | 8       | 7e      | 131     |
| 2009             | 2009             | 9e      | 598     | -        | -        | 22e    | 113    | 3e           | 421          | 21e     | 58      | 44e     | 6       |
| 2010             | 2010             | 7e      | 667     | -        | -        | 24e    | 65     | 1er          | 412          | 14e     | 119     | 14e     | 71      |
| 2011             | 2011             | 9e      | 610     | 58e      | 5        | 24e    | 101    | 1er          | 383          | 35e     | 27      | 13e     | 79      |
| 2012             | 2012             | 9e      | 853     | 47e      | 9        | 15e    | 193    | 2e           | 513          | 34e     | 38      | 13e     | 85      |
| 2013             | 2013             | 3e      | 1022    | -        | -        | 19e    | 143    | 1er          | 720          | 7e      | 159     | -       | -       |
| 2014             | 2014             | 4e      | 991     | 26e      | 80       | 23e    | 81     | 1er          | 560          | 20e     | 90      | 1er     | 180     |
| 2015             | 2015             | 11e     | 560     | 58e      | 3        | 39e    | 26     | 3e           | 462          | 39e     | 24      | 11e     | 45      |
| 2016             | 2016             | 38e     | 248     | -        | -        | 49e    | 11     | 18e          | 157          | 25e     | 80      | -       | -       |
| 2017             | 2017             | 86e     | 71      | -        | -        | -      | -      | 27e          | 69           | 55e     | 2       | -       | -       |
| 2018             | 2018             | 40e     | 188     | -        | -        | -      | -      | 11e          | 164          | -       | -       | 21e     | 24      |
| 2019             | 2019             | 51e     | 158     | -        | -        | -      | -      | 20e          | 111          | 47e     | 9       | 13e     | 38      |

En 2013, la Fédération internationale de ski décide de ne pas attribuer de globe concernant le classement du combiné.

#### Détail des victoires
Ted Ligety remporte sa première victoire le 5 mars 2006 à Yongpyong lors d'un slalom géant. Au cours de sa carrière, c'est vingt-quatre victoires qu'il collectionne dans cette discipline. En tant que géantiste, seuls Ingemar Stenmark (46 victoires) et Marcel Hirscher (26 victories) ont fait mieux. Ligety a en outre remporté six de ses victoires à Kranjska Gora, il detient donc le record de victoire sur une même piste sur un même évènement.
| Édition / Épreuve | Slalom géant                                                       | Super-combiné | Total |
| 2006              | Yongpyong                                                          | –             | 1     |
| 2008              | Kranjska Gora Bormio                                               | –             | 2     |
| 2009              | Kranjska Gora                                                      | –             | 1     |
| 2010              | Kranjska Gora                                                      | –             | 1     |
| 2011              | Beaver Creek Val d'Isère Alta Badia                                | –             | 3     |
| 2012              | Sölden Beaver Creek Kranjska Gora                                  | –             | 3     |
| 2013              | Sölden Beaver Creek Alta Badia Adelboden Kranjska Gora Lenzerheide | –             | 6     |
| 2014              | Sölden Beaver Creek St-Moritz Kranjska Gora Lenzerheide            | Wengen        | 6     |
| 2015              | Beaver Creek                                                       | –             | 1     |
| 2016              | Sölden                                                             |               | 1     |
| Total             | 24                                                                 | 1             | 25    |

### Championnats du monde junior
En deux participations aux championnats du monde junior en 2003 et 2004, Ted Ligety a remporté une médaille d'argent, en 2004 à Maribor dans l'épreuve de slalom.
| Épreuve / Édition     | Descente | Super G | Slalom géant | Slalom  | Combiné |
| Mondiaux 2003 France  | —        | —       | Abandon      | Abandon | -       |
| Mondiaux 2004 Maribor | 47e      | 26e     | 12e          | Argent  | 9e      |

### Coupe d'Europe
- 1 victoire en slalom.

### Coupe nord-américaine
- 2e du classement général en 2004.
- 1er du classement de slalom en 2004.
- 3 victoires en slalom.

### Championnats des États-Unis
- Champion de slalom en 2005, 2006 et 2013.
- Champion de slalom géant en 2007.